# Llista de medallistes olímpics de ciclisme (homes)
Aquesta és una llista dels medallistes olímpics de ciclisme en categoria masculina:

## Medallistes

### Programa actual

#### Ciclisme en ruta

##### Ruta individual
| Edició               | Or                                   | Argent                               | Bronze                               |
| 1896 Atenes          | A. Konstandinidis                    | August von Gödrich                   | Edward Battell                       |
| 1900–1920            | No fou inclòs en el programa olímpic | No fou inclòs en el programa olímpic | No fou inclòs en el programa olímpic |
| 1924 París           | A. Blanchonnet                       | Henri Hoevenaers                     | Rene Hamel                           |
| 1928–1932            | No fou inclòs en el programa olímpic | No fou inclòs en el programa olímpic | No fou inclòs en el programa olímpic |
| 1936 Berlín          | Robert Charpentier                   | Guy Lapebie                          | Ernst Nievergelt                     |
| 1948 Londres         | José Beyaert                         | Gerrit Voorting                      | Lode Wouters                         |
| 1952 Hèlsinki        | André Noyelle                        | Robert Grondelaers                   | Edi Ziegler                          |
| 1956 Melbourne       | Ercole Baldini                       | Arnaud Geyre                         | Alan Jackson                         |
| 1960 Roma            | Víktor Kapitónov                     | Livio Trape                          | Willy Berghen                        |
| 1964 Tòquio          | Mario Zanin                          | Kjell Rodian                         | Walter Godefroot                     |
| 1968 Ciutat de Mèxic | Pierfranco Vianelli                  | Leif Mortensen                       | Gösta Pettersson                     |
| 1972 Múnic           | Hennie Kuiper                        | Clyde Sefton                         | No es concedí                        |
| 1976 Mont-real       | Bernt Johansson                      | Giuseppe Martinelli                  | Mieczysław Nowicki                   |
| 1980 Moscou          | S. Sukhoruchenkov                    | Czesław Lang                         | Yuri Barinov                         |
| 1984 Los Angeles     | Alexi Grewal                         | Steve Bauer                          | Dag Lauritzen                        |
| 1988 Seül            | Olaf Ludwig                          | Bernd Gröne                          | Christian Henn                       |
| 1992 Barcelona       | Fabio Casartelli                     | Erik Dekker                          | Dainis Ozols                         |
| 1996 Atlanta         | Pascal Richard                       | Rolf Sørensen                        | Max Sciandri                         |
| 2000 Sydney          | Jan Ullrich                          | Aleksandr Vinokúrov                  | Andreas Klöden                       |
| 2004 Atenes          | Paolo Bettini                        | Sérgio Paulinho                      | Axel Merckx                          |
| 2008 Pequín          | Samuel Sánchez                       | Fabian Cancellara                    | Aleksandr Kólobnev                   |
| 2012 Londres         | Aleksandr Vinokúrov                  | Rigoberto Urán                       | Alexander Kristoff                   |
| 2016 Rio de Janeiro  | Greg Van Avermaet                    | Jakob Fuglsang                       | Rafał Majka                          |
| 2020 Tòquio          | Richard Carapaz                      | Wout Van Aert                        | Tadej Pogačar                        |

##### Contrarellotge
| Edició              | Or                                   | Argent                               | Bronze                               |
| 1912 Estocolm       | Rudolph Lewis                        | Frederick Grubb                      | Carl Schutte                         |
| 1920 Anvers         | Harry Stenqvist                      | Henry Kaltenbrun                     | Fernand Canteloube                   |
| 1924 París          | No fou inclòs en el programa olímpic | No fou inclòs en el programa olímpic | No fou inclòs en el programa olímpic |
| 1928 Amsterdam      | Henry Hansen                         | Frank Southall                       | Gösta Carlsson                       |
| 1932 Los Angeles    | Attilio Pavesi                       | Guglielmo Segato                     | Bernhard Britz                       |
| 1936–1992           | No fou inclòs en el programa olímpic | No fou inclòs en el programa olímpic | No fou inclòs en el programa olímpic |
| 1996 Atlanta        | Miguel Indurain                      | Abraham Olano                        | Chris Boardman                       |
| 2000 Sydney         | Viatxeslav Iekímov                   | Jan Ullrich                          | sense concedir                       |
| 2004 Atenes         | Viatxeslav Iekímov                   | Bobby Julich                         | Michael Rogers                       |
| 2008 Pequín         | Fabian Cancellara                    | Gustav Erik Larsson                  | Levi Leipheimer                      |
| 2012 Londres        | Bradley Wiggins                      | Tony Martin                          | Chris Froome                         |
| 2016 Rio de Janeiro | Fabian Cancellara                    | Tom Dumoulin                         | Chris Froome                         |
| 2020 Tòquio         | Primož Roglič                        | Tom Dumoulin                         | Rohan Dennis                         |

#### Ciclisme en pista

##### Keirin
| Edició              | Or               | Argent                | Bronze               |
| 2000 Sydney         | Florian Rousseau | Gary Neiwand          | Jens Fiedler         |
| 2004 Atenes         | Ryan Bayley      | José Antonio Escuredo | Shane Kelly          |
| 2008 Pequín         | Chris Hoy        | Ross Edgar            | Kiyofumi Nagai       |
| 2012 Londres        | Chris Hoy        | Maximilian Levy       | Teun Mulder          |
| 2012 Londres        | Chris Hoy        | Maximilian Levy       | Simon van Velthooven |
| 2016 Rio de Janeiro | Jason Kenny      | Matthijs Buchli       | Azizulhasni Awang    |
| 2020 Tòquio         | Jason Kenny      | Azizulhasni Awang     | Harrie Lavreysen     |

##### Madison
| Edició      | Or                                            | Argent                                    | Bronze                                  |
| 2000 Sydney | AustràliaBrett Aitken · Scott McGrory         | BèlgicaEtienne De Wilde · Matthew Gilmore | ItàliaSilvio Martinello · Marco Villa   |
| 2004 Atenes | AustràliaGraeme Brown · Stuart O'Grady        | SuïssaFranco Marvulli · Bruno Risi        | Regne UnitRob Hayles · Bradley Wiggins  |
| 2008 Pequín | ArgentinaJuan Curuchet · Walter Pérez         | EspanyaJoan Llaneras · Antoni Tauler      | RússiaMikhaïl Ignàtiev · Aleksei Màrkov |
| 2012-2016   | no inclòs al programa olímpic                 | no inclòs al programa olímpic             | no inclòs al programa olímpic           |
| 2020 Tòquio | DinamarcaLasse Norman Hansen · Michael Mørkøv | Regne UnitEthan Hayter · Matthew Walls    | FrançaDonavan Grondin · Benjamin Thomas |

##### Omnium
| Edició              | Or                  | Argent           | Bronze              |
| 2012 Londres        | Lasse Norman Hansen | Bryan Coquard    | Ed Clancy           |
| 2016 Rio de Janeiro | Elia Viviani        | Mark Cavendish   | Lasse Norman Hansen |
| 2020 Tòquio         | Matthew Walls       | Campbell Stewart | Elia Viviani        |

##### Persecució per equips
| Edició               | Or | Argent | Bronze |
| 1908 Londres         | Regne UnitBenjamin Jones · Clarence Kingsbury · Leonard Meredith · Ernest Payne                                 | AlemanyaMax Götze · Rudolf Katzer · Hermann Martens · Karl Neumer                                                   | Canadà William Anderson · Walter Andrews · Frederick McCarthy · William Morton                                     |
| 1912 Estocolm        | No fou inclòs en el programa olímpic                                                                            | No fou inclòs en el programa olímpic                                                                                | No fou inclòs en el programa olímpic                                                                               |
| 1920 Anvers          | ItàliaArnaldo Carli · Ruggero Ferrario · Franco Giorgetti · Primo Magnani                                       | Regne UnitCyril Alden · Horace Johnson · William Stewart · Albert White                                             | Sud-àfricaHarry Goosen Henry Kaltenbrun William Smith James Walker                                                 |
| 1924 París           | ItàliaAngelo de Martino · Alfredo Dinale · Aurelio Menegazzi · Francesco Zucchetti                              | PolòniaJózef Lange · Jan Lazarski · Tomasz Stankiewicz · Franciszek Szymczyk                                        | BèlgicaJean van den Bosch · Léonard Daghelinckx · Henri Hoevenaers · Ferdinand Saive                               |
| 1928 Amsterdam       | ItàliaGiacomo Gaioni · Cesare Facciani · Mario Lusiani · Luigi Tasselli                                         | Països BaixosJanus Braspennincx · Piet van der Horst · Johannes Maas · Jan Pijnenburg                               | Regne UnitGeorge Southall · Harry Wyld · Leonard Wyld · Percy Wyld                                                 |
| 1932 Los Angeles     | ItàliaNino Borsari · Marco Cimatti · Alberto Ghilardi · Paolo Pedretti                                          | FrançaPaul Chocque · Amédée Fournier · René Legrèves · Henri Mouillefarine                                          | Regne UnitWilliam Harwell · Charles Holland · Ernest Johnson · Frank Southall                                      |
| 1936 Berlín          | FrançaRobert Charpentier · Jean Goujon · Guy Lapébie · Roger Le Nizerhy                                         | ItàliaBianco Bianchi · Mario Gentili · Armando Latini · Severino Rigoni                                             | Regne UnitHarry Hill · Ernest Johnson · Charles King · Ernest Mills                                                |
| 1948 Londres         | FrançaPierre Adam · Serge Blusson · Charles Coste · Fernand Decanali                                            | ItàliaArnaldo Benfenati · Guido Bernardi · Anselmo Citterio · Rino Pucci                                            | Regne UnitRobert Geldard · Tommy Godwin · David Ricketts · Wilfrid Waters                                          |
| 1952 Hèlsinki        | ItàliaLoris Campana · Mino de Rossi · Guido Messina · Marino Morettini                                          | Sud-àfricaGeorge Estman · Robert Fowler · Thomas Shardelow · Alfred Swift                                           | Regne UnitDonald Burgess · George Newberry · Alan Newton · Ronald Stretton                                         |
| 1956 Melbourne       | ItàliaAntonio Domenicali · Leandro Faggin · Franco Gandini · Valentino Gasparella                               | FrançaRene Bianchi · Jean Graczyk · Jean-Claude Lecante · Michel Vermeulin                                          | Regne UnitDonald Burgess · Michael Gambrill · John Geddes · Tom Simpson                                            |
| 1960 Roma            | ItàliaLuigi Arienti · Franco Testa · Mario Vallotto · Marino Vigna                                              | AlemanyaBernd Barleben · Peter Gröning · Manfred Klieme · Siegfried Köhler                                          | Unió SovièticaArnold Belgardt · Leonid Kolumbet · Stanislav Moskvin · Víktor Romanov                               |
| 1964 Tòquio          | AlemanyaLothar Claesges · Karlheinz Henrichs · Karl Link · Ernst Streng                                         | ItàliaVincenzo Mantovani · Carlo Rancati · Luigi Roncaglia · Franco Testa                                           | Països BaixosHenk Cornelisse · Gerard Koel · Jaap Oudkerk · Cor Schuuring                                          |
| 1968 Ciutat de Mèxic | DinamarcaGunnar Asmussen · Mogens Jensen · Per Lyngemark · Reno Olsen · Peder Pedersen (q)                      | RFAUdo Hempel · Karlheinz Henrichs · Jürgen Kissner · Karl Link · Rainer Podlesch (q)                               | ItàliaLorenzo Bosisio · Cipriano Chemello · Giorgio Morbiato · Luigi Roncaglia · Gino Pancino (q)                  |
| 1972 Múnic           | RFAGünther Schumacher · Jürgen Colombo · Günter Haritz · Udo Hempel                                             | RDAUwe Unterwalder · Thomas Huschke · Heinz Richter · Herbert Richter                                               | Regne UnitWilliam Moore · Michael Bennett · Ian Hallam · Ronald Keeble                                             |
| 1976 Mont-real       | RFAPeter Vonhof · Gregor Braun · Hans Lutz · Günther Schumacher                                                 | Unió SovièticaVíktor Sokolov · Vladimir Osokin · Aleksandr Perov · Vitaly Petrakov                                  | Regne UnitIan Hallam · Ian Banbury · Michael Bennett · Robin Croker                                                |
| 1980 Moscou          | Unió SovièticaVíktor Manakov · Valeri Movchan · Vladimir Osokin · Vitaly Petrakov · Aleksandr Krasnov (q)       | RDAGerald Mortag · Uwe Unterwalder · Matthias Wiegand · Volker Winkler                                              | TxecoslovàquiaTeodor Černý · Martin Penc · Jiří Pokorný · Igor Sláma                                               |
| 1984 Los Angeles     | AustràliaMichael Grenda · Kevin Nichols · Michael Turtur · Dean Woods                                           | Estats UnitsDavid Grylls · Steve Hegg · Patrick McDonough · Leonard Nitz · Brent Emery (q)                          | RFAReinhard Alber · Rolf Gölz · Roland Günther · Michael Marx                                                      |
| 1988 Seül            | Unió SovièticaViatxeslav Iekímov · Artūras Kasputis · Dmitry Nelyubin · Gintautas Umaras · Mindaugas Umaras (q) | RDACarsten Wolf · Steffen Blochwitz · Roland Hennig · Dirk Meier · Uwe Preißler (q)                                 | AustràliaDean Woods · Brett Dutton · Wayne McCarny · Stephen McGlede · Scott McGrory (q)                           |
| 1992 Barcelona       | AlemanyaStefan Steinweg · Guido Fulst · Michael Glöckner · Jens Lehmann · Andreas Walzer (q)                    | AustràliaStuart O'Grady · Brett Aitken · Stephen McGlede · Shaun O'Brien                                            | DinamarcaJan Bo Petersen · Ken Frost · Jimmi Madsen · Klaus Kynde Nielsen · Michael Sandstød (q)                   |
| 1996 Atlanta         | FrançaChistophe Capelle · Philippe Ermenault · Jean-Michel Monin · Francis Moreau                               | RússiaEduard Gritsun · Nikolai Kuznetsov · Aleksei Màrkov · Anton Chantyr                                           | AustràliaBrett Aitken · Stuart O'Grady · Timothy O'Shannessey · Dean Woods · Bradley McGee (q)                     |
| 2000 Sydney          | AlemanyaGuido Fulst · Robert Bartko · Daniel Becke · Jens Lehmann · Olaf Pollack (q)                            | UcraïnaSergiy Chernyavsky · Sergiy Matveyev · Oleksandr Symonenko · Oleksandr Fedenko                               | Regne UnitPaul Manning · Chris Newton · Bryan Steel · Bradley Wiggins · Rob Hayles (q) · Jonny Clay (q)            |
| 2004 Atenes          | AustràliaGraeme Brown · Brett Lancaster · Brad McGee · Luke Roberts · Peter Dawson (q) · Stephen Wooldridge (q) | Regne UnitSteve Cummings · Rob Hayles · Paul Manning · Bradley Wiggins · Chris Newton (q) · Bryan Steel (q)         | EspanyaCarlos Castaño · Sergi Escobar · Asier Maeztu · Carlos Torrent                                              |
| 2008 Pequín          | Regne UnitEd Clancy · Paul Manning · Geraint Thomas · Bradley Wiggins                                           | DinamarcaCasper Jørgensen · Jens-Erik Madsen · Michael Mørkøv · Alex Nicki Rasmussen · Michael Færk Christensen (q) | Nova ZelandaSam Bewley · Hayden Roulston · Marc Ryan · Jesse Sergent · Westley Gough (q)                           |
| 2012 Londres         | Regne UnitEd Clancy · Geraint Thomas · Steven Burke · Peter Kennaugh                                            | AustràliaJack Bobridge · Glenn O'Shea · Rohan Dennis · Michael Hepburn                                              | Nova ZelandaSam Bewley · Aaron Gate · Marc Ryan · Jesse Sergent · Westley Gough (q)                                |
| 2016 Rio de Janeiro  | Regne Unit Ed Clancy · Steven Burke · Owain Doull · Bradley Wiggins                                             | Austràlia Alex Edmondson · Jack Bobridge · Michael Hepburn · Sam Welsford · Callum Scotson (q)                      | Dinamarca Lasse Norman Hansen · Niklas Larsen · Frederik Madsen · Casper von Folsach · Rasmus Christian Quaade (q) |
| 2020 Tòquio          | ItàliaSimone Consonni · Filippo Ganna · Francesco Lamon · Jonathan Milan                                        | DinamarcaLasse Norman Hansen · Niklas Larsen · Frederik Rodenberg · Rasmus Pedersen                                 | AustràliaKelland O'Brien · Sam Welsford · Leigh Howard · Luke Plapp                                                |

##### Velocitat individual
| Edició               | Or                                   | Argent                               | Bronze                               |
| 1896 Atenes          | Paul Masson                          | S. Nikolópulos                       | Leon Flameng                         |
| 1900 París           | Georges Taillandier                  | Fernand Sanz                         | John Henry Lake                      |
| 1904 St. Louis       | No fou inclòs en el programa olímpic | No fou inclòs en el programa olímpic | No fou inclòs en el programa olímpic |
| 1908 Londres         | No es concediren medalles            | No es concediren medalles            | No es concediren medalles            |
| 1912 Estocolm        | No fou inclòs en el programa olímpic | No fou inclòs en el programa olímpic | No fou inclòs en el programa olímpic |
| 1920 Anvers          | Maurice Peeters                      | Horace Johnson                       | Harry Ryan                           |
| 1924 París           | Lucien Michard                       | Jacob Meijer                         | Jean Cugnot                          |
| 1928 Amsterdam       | Roger Beaufrand                      | Antoine Mazairac                     | Willy Hansen                         |
| 1932 Los Angeles     | Jacobus van Egmond                   | Louis Chaillot                       | Bruno Pellizzari                     |
| 1936 Berlín          | Toni Merkens                         | Arie van Vliet                       | Louis Chaillot                       |
| 1948 Londres         | Mario Ghella                         | Reginald Harris                      | Axel Schandorff                      |
| 1952 Hèlsinki        | Enzo Sacchi                          | Lionel Cox                           | Werner Potzernheim                   |
| 1956 Melbourne       | Michel Rousseau                      | Guglielmo Pesenti                    | Richard Ploog                        |
| 1960 Roma            | Sante Gaiardoni                      | Leo Sterckx                          | Valentino Gasparella                 |
| 1964 Tòquio          | Giovanni Pettenella                  | Sergio Bianchetto                    | Daniel Morelon                       |
| 1968 Ciutat de Mèxic | Daniel Morelon                       | Giordano Turrini                     | Pierre Trentin                       |
| 1972 Múnic           | Daniel Morelon                       | John Nicholson                       | Omar Pkhakadze                       |
| 1976 Mont-real       | Anton Tkac                           | Daniel Morelon                       | Hens-Jurgen Geschke                  |
| 1980 Moscou          | Lutz Hesslich                        | Yave Cahard                          | Sergei Kopylov                       |
| 1984 Los Angeles     | Mark Gorski                          | Nelson Vails                         | Tsutomu Sakamoto                     |
| 1988 Seül            | Lutz Hesslich                        | Nikolai Kovsh                        | Gary Neiwand                         |
| 1992 Barcelona       | Jens Fiedler                         | Gary Neiwand                         | Curt Harnett                         |
| 1996 Atlanta         | Jens Fiedler                         | Marty Nothstein                      | Curt Harnett                         |
| 2000 Sydney          | Marty Nothstein                      | Florian Rousseau                     | Jens Fiedler                         |
| 2004 Atenes          | Ryan Bayley                          | Theo Bos                             | Rene Wolff                           |
| 2008 Pequín          | Chris Hoy                            | Jason Kenny                          | Mickaël Bourgain                     |
| 2012 Londres         | Jason Kenny                          | Grégory Baugé                        | Shane Perkins                        |
| 2016 Rio de Janeiro  | Jason Kenny                          | Callum Skinner                       | Denís Dmítriev                       |
| 2020 Tòquio          | Harrie Lavreysen                     | Jeffrey Hoogland                     | Jack Carlin                          |

##### Velocitat per equips
| Edició              | Or                                                                  | Argent                                                                      | Bronze                                                    |
| 2000 Sydney         | FrançaFlorian Rousseau · Arnaud Tournant · Laurent Gané             | Regne UnitChris Hoy · Craig MacLean · Jason Queally                         | AustràliaGary Neiwand · Sean Eadie · Darryn Hill          |
| 2004 Atenes         | AlemanyaJens Fiedler · Stefan Nimke · René Wolff                    | JapóToshiaki Fushimi · Masaki Inoue · Tomohiro Nagatsuka                    | FrançaMickaël Bourgain · Laurent Gané · Arnaud Tournant   |
| 2008 Pequín         | Regne UnitChris Hoy · Jason Kenny · Jamie Staff                     | FrançaGrégory Bauge · Kévin Sireau · Arnaud Tournant · Mickaël Bourgain (q) | AlemanyaRene Enders · Maximilian Levy · Stefan Nimke      |
| 2012 Londres        | Regne UnitPhilip Hindes · Chris Hoy · Jason Kenny                   | FrançaGrégory Baugé · Michaël D'Almeida · Kévin Sireau                      | AlemanyaRené Enders · Maximilian Levy · Robert Förstemann |
| 2016 Rio de Janeiro | Regne UnitPhilip Hindes · Jason Kenny · Callum Skinner              | Nova ZelandaEddie Dawkins · Ethan Mitchell · Sam Webster                    | FrançaGrégory Baugé · Michaël D'Almeida · François Pervis |
| 2020 Tòquio         | Països BaixosJeffrey Hoogland · Harrie Lavreysen · Roy van den Berg | Regne UnitJack Carlin · Jason Kenny · Ryan Owens                            | FrançaFlorian Grengbo · Rayan Helal · Sébastien Vigier    |

#### Ciclisme de muntanya
| Edició              | Or               | Argent                 | Bronze                |
| 1996 Atlanta        | Bart Brentjens   | Thomas Frischknecht    | Miguel Martinez       |
| 2000 Sydney         | Miguel Martinez  | Filip Meirhaeghe       | Christoph Sauser      |
| 2004 Atenes         | Julien Absalon   | José Antonio Hermida   | Bart Brentjens        |
| 2008 Pequín         | Julien Absalon   | Jean-Christophe Péraud | Nino Schurter         |
| 2012 Londres        | Jaroslav Kulhavý | Nino Schurter          | Marco Aurelio Fontana |
| 2016 Rio de Janeiro | Nino Schurter    | Jaroslav Kulhavý       | Carlos Coloma         |
| 2020 Tòquio         | Tom Pidcock      | Mathias Flückiger      | David Valero          |

#### BMX

##### Freestyle
| Proves      | Or           | Plata        | Bronze        |
| 2020 Tòquio | Logan Martin | Daniel Dhers | Declan Brooks |

##### Cursa
| Proves              | Or               | Plata            | Bronze         |
| 2008 Pequín         | Māris Štrombergs | Mike Day         | Donny Robinson |
| 2012 Londres        | Māris Štrombergs | Sam Willoughby   | Carlos Oquendo |
| 2016 Rio de Janeiro | Connor Fields    | Jelle van Gorkom | Carlos Ramírez |
| 2020 Tòquio         | Niek Kimmann     | Kye Whyte        | Carlos Ramírez |

### Programa eliminat

#### Ciclisme en ruta

##### Ruta per equips
Entre 1912 i 1932 aquesta competició es va decidir en el temps agregat dels tres pilots més ràpids de cada país, els quals havien competit en una carrera individual.
| Edició           | Or                                                                                | Argent                                                                        | Bronze                                                                      |
| 1912 Estocolm    | SuèciaErik Friborg · Ragnar Malm · Axel Persson · Algot Lönn                      | Regne UnitFrederick Grubb · Leonard Meredith · Charles Moss · William Hammond | Estats UnitsCarl Schutte · Alvin Loftes · Albert Krushel · Walter Martin    |
| 1920 Anvers      | FrançaAchille Souchard · Fernand Canteloube · Georges Detreille · Marcel Gobillot | SuèciaHarry Stenqvist · Sigfrid Lundberg · Ragnar Malm · Axel Persson         | BèlgicaAlbert Wyckmans · Albert De Bunné · Jean Janssens · André Vercruysse |
| 1924 París       | FrançaArmand Blanchonnet · René Hamel · Georges Wambst                            | BèlgicaHenri Hoevenaers · Alphonse Parfondry · Jean van den Bosch             | SuèciaGunnar Sköld · Erik Bohlin · Ragnar Malm                              |
| 1928 Amsterdam   | DinamarcaHenry Hansen · Orla Jørgensen · Leo Nielsen                              | Regne UnitJack Lauterwasser · John Middleton · Frank Southall                 | SuèciaGösta Carlsson · Erik Jansson · Georg Johnsson                        |
| 1932 Los Angeles | ItàliaGiuseppe Olmo · Attilio Pavesi · Guglielmo Segato                           | DinamarcaHenry Hansen · Leo Nielsen · Frode Sørensen                          | SuèciaArne Berg · Bernhard Britz · Sven Höglund                             |
| 1936 Berlín      | FrançaRobert Charpentier · Robert Dorgebray · Guy Lapébie                         | SuïssaEdgar Buchwalder · Ernst Nievergelt · Kurt Ott                          | BèlgicaAuguste Garrebeek · Armand Putzeys · François Vandermotte            |
| 1948 Londres     | BèlgicaLéon Delathouwer · Eugène van Roosbroeck · Lode Wouters                    | Regne UnitRobert John Maitland · Ian Scott · Gordon Thomas                    | FrançaJosé Beyaert · Jacques Dupont · Alain Moineau                         |
| 1952 Hèlsinki    | BèlgicaRobert Grondelaers · André Noyelle · Lucien Victor                         | ItàliaDino Bruni · Gianni Ghidini · Vincenzo Zucconelli                       | FrançaJacques Anquetil · Claude Rouer · Alfred Tonello                      |
| 1956 Melbourne   | FrançaArnaud Geyre · Maurice Moucheraud · Michel Vermeulin                        | Regne UnitArthur Brittain · William Holmes · Alan Jackson                     | AlemanyaReinhold Pommer · Gustav-Adolf Schur · Horst Tüller                 |

##### Contrarellotge per equips
| Edició               | Or                                                                                   | Argent                                                                             | Bronze                                                                              |
| 1960 Roma            | ItàliaLivio Trapè · Antonio Bailetti · Ottavio Cogliati · Giacomo Fornoni            | AlemanyaGustav-Adolf Schur · Egon Adler · Erich Hagen · Günter Lörke               | Unió SovièticaAleksei Petrov · Víktor Kapitónov · Yevgeny Klevtsov · Iury Mélikhov  |
| 1964 Tòquio          | Països BaixosBart Zoet · Evert Dolman · Gerben Karstens · Jan Pieterse               | ItàliaFerruccio Manza · Severino Andreoli · Luciano Dalla Bona · Pietro Guerra     | SuèciaSture Pettersson · Sven Hamrin · Erik Pettersson · Gösta Pettersson           |
| 1968 Ciutat de Mèxic | Països BaixosJoop Zoetemelk · Fedor den Hertog · Jan Krekels · René Pijnen           | SuèciaSture Pettersson · Tomas Pettersson · Erik Pettersson · Gösta Pettersson     | ItàliaPierfranco Vianelli · Giovanni Bramucci · Vittorio Marcelli · Mauro Simonetti |
| 1972 Múnic           | Unió SovièticaValeri Iardi · Guennadi Kómnatov · Valeri Likhachov · Borís Xúkhov     | PolòniaRyszard Szurkowski · Edward Barcik · Lucjan Lis · Stanisław Szozda          | No es concedí                                                                       |
| 1976 Mont-real       | Unió SovièticaAavo Pikkuus · Valeri Chaplygin · Anatoly Chukanov · Vladimir Kaminsky | PolòniaRyszard Szurkowski · Tadeusz Mytnik · Mieczysław Nowicki · Stanisław Szozda | DinamarcaJørn Lund · Verner Blaudzun · Gert Frank · JørgenJørgen Hansen             |
| 1980 Moscou          | Unió SovièticaYury Kashirin · Oleg Logvin · Sergei Shelpakov · Anatoly Yarkin        | RDAFalk Boden · Bernd Drogan · Olaf Ludwig · Hans-Joachim Hartnick                 | TxecoslovàquiaMichal Klasa · Vlastibor Konečný · Alipi Kostadinov · Jiří Škoda      |
| 1984 Los Angeles     | ItàliaMarcello Bartalini · Marco Giovannetti · Eros Poli · Claudio Vandelli          | SuïssaAlfred Achermann · Richard Trinkler · Laurent Vial · Benno Wiss              | Estats UnitsRon Kiefel · Clarence Knickman · Davis Phinney · Andrew Weaver          |
| 1988 Seül            | RDAJan Schur · Uwe Ampler · Mario Kummer · Maik Landsmann                            | PolòniaAndrzej Sypytkowski · Joachim Halupczok · Zenon Jaskula · Marek Lesniewski  | SuèciaMichel Lafis · Anders Jarl · Björn Johansson · Jan Karlsson                   |
| 1992 Barcelona       | AlemanyaMichael Rich · Bernd Dittert · Christian Meyer · Uwe Peschel                 | ItàliaAndrea Peron · Flavio Anastasia · Luca Colombo · Gianfranco Contri           | FrançaJean-Louis Harel · Hervé Boussard · Didier Faivre-Pierret · Philippe Gaumont  |

#### Ciclisme en pista

##### Proves entre 1896–1908
Durant els quatre primers Jocs Olímpics les proves de ciclisme en pista es van celebrar sobre diferents distàncies que van ser disputades en un o dos Jocs.
| Prova        | 1896 | 1900 | 1904 | 1908 | Or               | Argent            | Bronze            |
| 333 m        | •    |      |      |      | Paul Masson      | S. Nikolópulos    | Adolf Schmal      |
| 1/4 de milla |      |      | •    |      | Marcus Hurley    | Burton Downing    | Teddy Billington  |
| 1/3 de milla |      |      | •    |      | Marcus Hurley    | Burton Downing    | Teddy Billington  |
| 660 iardes   |      |      |      | •    | Victor Johnson   | Émile Demangel    | Karl Neumer       |
| 1/2 milla    |      |      | •    |      | Marcus Hurley    | Teddy Billington  | Burton Downing    |
| 1 milla      |      |      | •    |      | Marcus Hurley    | Burton Downing    | Teddy Billington  |
| 2 milles     |      |      | •    |      | Burton Downing   | Oscar Goerke      | Marcus Hurley     |
| 5 km         |      |      |      | •    | Benjamin Jones   | Maurice Schilles  | André Auffray     |
| 2 milles     |      |      | •    |      | Charles Schlee   | George E. Wiley   | Arthur F. Andrews |
| 10 km        | •    |      |      |      | Paul Masson      | Léon Flameng      | Adolf Schmal      |
| 20 km        |      |      |      | •    | C. Kingsbury     | Benjamin Jones    | Joseph Werbrouc   |
| 25 km        |      | •    |      |      | Louis Bastien    | Louis Hildebrand  | Auguste Daumain   |
| 25 milles    |      |      | •    |      | Burton Downing   | Arthur F. Andrews | George E. Wiley   |
| 100 km       | •    |      |      |      | Léon Flameng     | Georgios Koletis  | No es concedí     |
| 100 km       |      |      |      | •    | Charles Bartlett | Charles Denny     | Octave Lapize     |
| 12 hores     | •    |      |      |      | Adolf Schmal     | Frank Keeping     | No es concedí     |

##### 50 km
| Edició      | Or           | Argent      | Bronze       |
| 1920 Anvers | Henry George | Cyril Alden | Piet Ikelaar |
| 1924 París  | Ko Willems   | Cyril Alden | Harry Wyld   |

##### Tàndem
| Edició               | Or                                                   | Argent                                         | Bronze                                           |
| 1908 Londres         | FrançaAndre Auffray · Maurice Schilles               | Regne UnitFrederick Hamlin · Horace Johnson    | Regne UnitColin Brooks · William Isaacs          |
| 1912 Stockholm       | No fou inclòs en el programa olímpic                 | No fou inclòs en el programa olímpic           | No fou inclòs en el programa olímpic             |
| 1920 Anvers          | Regne UnitThomas Lance · Harry Ryan                  | Sud-àfricaWilliam Smith James Walker           | Països BaixosFrans de Vreng · Piet Ikelaar       |
| 1924 París           | FrançaLucien Choury · Jean Cugnot                    | DinamarcaEdmund Hansen · Willy Hansen          | Països BaixosGerard Drakestein · Maurice Peeters |
| 1928 Amsterdam       | Països BaixosBernhard Leene · Daan van Dijk          | Regne UnitErnest Chambers · John Sibbit        | AlemanyaHans Bernhardt · Karl Köther             |
| 1932 Los Angeles     | FrançaLouis Chaillot · Maurice Perrin                | Regne UnitErnest Chambers · Stanley Chambers   | DinamarcaHarald Christensen · Willy Gervin       |
| 1936 Berlín          | AlemanyaErnst Ihbe · Carl Lorenz                     | Països BaixosBernhard Leene · Hendrik Ooms     | FrançaPierre Georget · Georges Maton             |
| 1948 Londres         | ItàliaRenato Perona · Ferdinando Teruzzi             | Regne UnitAlan Bannister · Reginald Harris     | FrançaGaston Dron · René Faye                    |
| 1952 Hèlsinki        | AustràliaLionel Cox · Russell Mockridge              | Sud-àfricaRaymond Robinson · Thomas Shardelow  | ItàliaAntonio Maspes · Cesare Pinarello          |
| 1956 Melbourne       | AustràliaJoey Browne · Tony Marchant                 | TxecoslovàquiaLadislav Foucek · Václav Machek  | ItàliaGiuseppe Ogna · Cesare Pinarello           |
| 1960 Roma            | ItàliaGiuseppe Beghetto · Sergio Bianchetto          | AlemanyaJürgen Simon · Lothar Stäber           | Unió SovièticaVladimir Leonov · Borís Vasilyev   |
| 1964 Tòquio          | ItàliaSergio Bianchetto · Angelo Damiano             | Unió SovièticaImants Bodnieks · Víktor Logunov | AlemanyaWilli Fuggerer · Klaus Kobusch           |
| 1968 Ciutat de Mèxic | FrançaDaniel Morelon · Pierre Trentin                | Països BaixosLeijn Loevesijn · Jan Jansen      | BèlgicaDaniel Goens · Robert van Lancker         |
| 1972 Múnic           | Unió SovièticaVladimir Semenets · Igor Tselovalnykov | RDAJürgen Geschke · Werner Otto                | PolòniaAndrzej Bek · Benedykt Kocot              |

##### Quilòmetre contrarellotge
| Edició               | Or                   | Argent              | Bronze               |
| 1928 Amsterdam       | Willy Hansen         | Gerard Drakestein   | Dunc Gray            |
| 1932 Los Angeles     | Dunc Gray            | Jacobus Egmond      | Charles Rampbelberg  |
| 1936 Berlín          | Arie van Vliet       | Pierre Georget      | Rudolf Karsch        |
| 1948 Londres         | Jacques Dupont       | Pierre Nihant       | Tommy Godwin         |
| 1952 Hèlsinki        | Russell Mockridge    | Marino Morettini    | Raymond Robinson     |
| 1956 Melbourne       | Leandro Faggin       | Ladislav Foucek     | Alfred Swift         |
| 1960 Roma            | Sante Gaiardoni      | Dieter Gieseler     | Rostislav Vargashkin |
| 1964 Tòquio          | Patrick Sercu        | Giovanni Pettenella | Pierre Trentin       |
| 1968 Ciutat de Mèxic | Pierre Trentin       | Niels Fredborg      | Janusz Kierzkowsk    |
| 1972 Múnic           | Niels Fredborg       | Daniel Clark        | Jürgen Schütze       |
| 1976 Mont-real       | Klaus-Jürgen Grünke  | Michel Vaarten      | Niels Fredborg       |
| 1980 Moscou          | Lothar Thoms         | Aleksandr Panfilov  | David Weller         |
| 1984 Los Angeles     | Fredy Schmidtke      | Curtis Harnett      | Fabrice Colas        |
| 1988 Seül            | Aleksandr Kirichenko | Martin Vinnicombe   | Robert Lechner       |
| 1992 Barcelona       | José Manuel Moreno   | Shane Kelly         | Erin Hartwell        |
| 1996 Atlanta         | Florian Rousseau     | Erin Hartwell       | Takanobu Jumonji     |
| 2000 Sydney          | Jason Queally        | Stefan Nimke        | Shane Kelly          |
| 2004 Atenes          | Chris Hoy            | Arnaud Tournant     | Stefan Nimke         |

##### Puntuació
| Edició           | Or                | Argent            | Bronze          |
| 1984 Los Angeles | Roger Ilegems     | Uwe Messerschmidt | José Youshimatz |
| 1988 Seül        | Dan Frost         | Leo Peelen        | Marat Ganéiev   |
| 1992 Barcelona   | Giovanni Lombardi | Léon van Bon      | Cédric Mathy    |
| 1996 Atlanta     | Silvio Martinello | Brian Walton      | Stuart O'Grady  |
| 2000 Sydney      | Joan Llaneras     | Milton Wynants    | Aleksei Màrkov  |
| 2004 Atenes      | Mikhaïl Ignàtiev  | Joan Llaneras     | Guido Fulst     |
| 2008 Pequín      | Joan Llaneras     | Roger Kluge       | Chris Newton    |

##### Persecució individual
| Edició               | Or                | Argent              | Bronze             |
| 1964 Tòquio          | Jiří Daler        | Giorgio Ursi        | Preben Esaksson    |
| 1968 Ciutat de Mèxic | Daniel Rebillard  | Mogens Frey Jensen  | Xaver Kurmann      |
| 1972 Múnic           | Knut Knudsen      | Xaver Kurmann       | Hans Lutz          |
| 1976 Mont-real       | Gregor Braun      | Herman Ponsteen     | Thomas Huschke     |
| 1980 Moscou          | Robert Dill-Bundi | Alain Bondue        | Hans-Henrik Orsted |
| 1984 Los Angeles     | Steve Hegg        | Rolf Golz           | Leonard Nitz       |
| 1988 Seül            | Gintautas Umaras  | Dean Woods          | Bernd Dittert      |
| 1992 Barcelona       | Chris Boardman    | Jens Lehmann        | Gary Anderson      |
| 1996 Atlanta         | Andrea Collinelli | Phillippe Ermenault | Bradley McGee      |
| 2000 Sydney          | Robert Bartko     | Jens Lehmann        | Bradley McGee      |
| 2004 Atenes          | Bradley Wiggins   | Bradley McGee       | Sergi Escobar      |
| 2008 Pequín          | Bradley Wiggins   | Hayden Roulston     | Steven Burke       |